# Quint Muci Escèvola (pretor 215 aC)
Quint Muci Escèvola (en llatí: Quintus Mucius Scaevola) va ser un magistrat romà que va viure al segle iii aC. Formava part de la gens Múcia, una gens romana molt antiga que feia venir els seus orígens de Gai Muci Escèvola.
Era pretor l'any 215 aC, quan era cònsol Tiberi Semproni Grac, i va rebre Sardenya com a província, on va caure malalt. El seu comandament a l'illa va ser prorrogat per dues vegades fins al 212 aC, però de les operacions que va portar a terme a l'illa no se'n dona cap indicació. Si és el Muci que esmenta Sext Pomponi, hauria escrit alguns tractats jurídics. I si és el mateix de què parlen Luci Anneu Florus i Aulus Gel·li, hauria estat decemvir sacrorum i hauria mort l'any 209 aC.